# Oedina congdoniana
Oedina congdoniana är en tvåhjärtbladig växtart som beskrevs av R.M. Polhill & D. Wiens. Oedina congdoniana ingår i släktet Oedina och familjen Loranthaceae. Inga underarter finns listade i Catalogue of Life.